# Brandon McManus
Brandon Tyler McManus (nacido el 25 de julio de 1991)  es un jugador profesional de fútbol americano estadounidense que juega en la posición de kicker y actualmente milita en los Green Bay Packers de la National Football League (NFL).

## Biografía
McManus nació en Filadelfia, Pensilvania, y asistió a Temple, donde consiguió el récord de puntos anotados (338), field goals convertidos (60) e intentados (83), y el mayor promedio (45.4).
Durante su año sénior (en 2012), McManus consiguió ser All-Big East, tras liderar al equipo en puntos (74) y un 14/17 en field goals y 32/33 en extra points.

## Carrera

### Indianapolis Colts
McManus no fue elegido en el draft, pero finalmente firmó con los Indianapolis Colts, antes de ser cortado al principio de temporada.

### New York Giants
En 2014, McManus jugó cuatro partidos de pretemporada con los Giants, antes de ser traspasado a los Denver Broncos.

### Denver Broncos
McManus llegó a los Broncos para reemplazar a Matt Prater (que estaba suspendido cuatro partidos; poco después se iría a los Detroit Lions). McManus sería cortado por los Broncos el 11 de noviembre de 2014 para firmar al agente libre Connor Barth, aunque fue rápidamente firmado de nuevo.
Con los Broncos, McManus ha ganado 2 títulos de división consecutivos, un campeonato de la AFC y una Super Bowl (50), en la que convirtió 3 field goals y un extra point, para un total de 10 puntos.

## Récords

### NFL
- Jugador con más field goals de 56 yardas o más en un mismo partido: 2 (empatado con Sebastian Janikowski y Greg Zuerlein)[7]

### Denver Broncos
- Jugador con más field goals convertidos en un partido de playoffs: 5 (empatado con Jason Elam)[8]